# Magyarország az 1972. évi téli olimpiai játékokon
Magyarország a japán Szapporóban megrendezett 1972. évi téli olimpiai játékok egyik részt vevő nemzete volt, 1 sportág, összesen 1 versenyszámában 1 női versenyző képviselte. Almássy Zsuzsa nem szerzett érmet.
Almássy 1 sportágban összesen 2 olimpiai pontot szerzett. Ez 1 ponttal több, mint az előző, Grenoble-i olimpián elért magyar eredmény. A megnyitóünnepségen a magyar zászlót Almássy Zsuzsa vitte.

## További magyar pontszerzők

### 4. helyezettek
Ezen a téli olimpián a magyar csapat nem szerzett negyedik helyet.

### 5. helyezettek
| Név            | Sportág     | Versenyszám |
| -------------- | ----------- | ----------- |
| Almássy Zsuzsa | Műkorcsolya | Női egyéni  |

### 6. helyezettek
Ezen a téli olimpián a magyar csapat nem szerzett hatodik helyet.

## Eredményesség sportáganként
Az alábbi táblázat összefoglalja a magyar versenyzők szereplését. A sportág neve mögött zárójelben lévő szám jelzi, hogy az adott szakág hány versenyszámában indult magyar sportoló.
Az egyes oszlopokban előforduló legmagasabb érték vagy értékek vastagítással kiemelve.

Az olimpiai pontok számát az alábbiak szerint lehet kiszámolni: 1. hely – 7 pont, 2. hely – 5 pont, 3. hely – 4 pont, 4. hely – 3 pont, 5. hely – 2 pont, 6. hely – 1 pont.
| Sportág         | Helyezések száma | Helyezések száma | Helyezések száma | Helyezések száma | Helyezések száma | Helyezések száma | Olimpiai pont | Indulók száma | Indulók száma | Indulók száma |
| Sportág         |                  |                  |                  | 4.               | 5.               | 6.               | Olimpiai pont | Férfi         | Nő            | Össz.         |
| Műkorcsolya (1) | 0                | 0                | 0                | 0                | 1                | 0                | 2             | 0             | 1             | 1             |
|                 |                  |                  |                  |                  |                  |                  |               |               |               |               |
| Összesen        | 0                | 0                | 0                | 0                | 1                | 0                | 2             | 0             | 1             | 1             |

## Műkorcsolya
| Versenyző      | Versenyszám | Kötelező elemek   | Kötelező elemek | Kűr               | Kűr   | Összesítés                     | Összesítés                     | Összesítés                     | Összesítés                     | Összesítés                     | Összesítés                     | Összesítés                     | Összesítés                     | Összesítés                     | Összesítés        | Összesítés        | Összesítés  | Összesítés | Összesítés |
| Versenyző      | Versenyszám | Kötelező elemek   | Kötelező elemek | Kűr               | Kűr   | Helyezési pontszámok bírónként | Helyezési pontszámok bírónként | Helyezési pontszámok bírónként | Helyezési pontszámok bírónként | Helyezési pontszámok bírónként | Helyezési pontszámok bírónként | Helyezési pontszámok bírónként | Helyezési pontszámok bírónként | Helyezési pontszámok bírónként | Több. hely. száma | Több. hely. össz. | Hely. össz. | Pont       | Helyezés   |
| Versenyző      | Versenyszám | Több. hely. száma | Hely.           | Több. hely. száma | Hely. | 1                              | 2                              | 3                              | 4                              | 5                              | 6                              | 7                              | 8                              | 9                              | Több. hely. száma | Több. hely. össz. | Hely. össz. | Pont       | Helyezés   |
| -------------- | ----------- | ----------------- | --------------- | ----------------- | ----- | ------------------------------ | ------------------------------ | ------------------------------ | ------------------------------ | ------------------------------ | ------------------------------ | ------------------------------ | ------------------------------ | ------------------------------ | ----------------- | ----------------- | ----------- | ---------- | ---------- |
| Almássy Zsuzsa | Női egyéni  | 6×5+              | 5.              | 6×5+              | 4.    | 6,0                            | 5,0                            | 6,0                            | 4,0                            | 6,0                            | 5,0                            | 7,0                            | 5,0                            | 3,0                            | 5×5+              | 22,0              | 47,0        | 2592,4     | 5.         |